# Beauvoir-Wavans
 Beauvoir-Wavans  es una población y comuna francesa, situada en la región de Norte-Paso de Calais, departamento de Paso de Calais, en el distrito de Arras y cantón de Auxi-le-Château.

## Historia
El primero de enero de 1974 la comuna de Beauvoir-Rivère (que contaba 180 habitantes en el censo de 1968) se separó del departamento del Somme, pasando al de Paso de Calais y fusionándose con Wavans-sur-l'Authie para formar Beauvoir-Wavans. 

## Demografía
| 445 | 396 | 392 | 401 | 409 | 397 |
| Para los censos de 1962 a 1999 la población legal corresponde a la población sin duplicidades (Fuente: INSEE [Consultar]) |     |     |     |     |     |